# Lucina nuttalli
Lucina nuttalli är en musselart som först beskrevs av Conrad 1791.  Lucina nuttalli ingår i släktet Lucina och familjen Lucinidae.

## Underarter
Arten delas in i följande underarter:
- L. n. nuttalli
- L. n. centrifuga